# Alagoasträdletare
Alagoasträdletare (Cichlocolaptes mazarbarnetti) är en fågelart, först beskriven 2014, inom familjen ugnfåglar i ordningen tättingar. Den förekom tidigare i nordöstra Brasilien, känd endast från två lokaler i Alagoas och Pernambuco. Sedan 2019 anses den vara utdöd.

## Status och hot
Senast alagoasträdletaren observerades i det vilda var år 2007. Den totala populationen bedömdes då som mycket liten, förmodligen färre än 50 individer. En studie från 2018 rekommenderar att arten idag ska bedömas som utdöd.